# Exèrcit de la República de la Xina
L'Exèrcit de la República de la Xina (中华民国陆军 ; pinyin: Zhōnghuá Mínguó Lùjūn) és la branca més gran de les Forces Armades de la República de la Xina (Taiwan). Un 80% dels efectius d'aquest exèrcit es troben a l'illa de Taiwan, mentre que la resta estan estacionats a les illes més petites de Kinmen, Matsu i Penghu. L'exèrcit taiwanès està format per unes 130,000 persones, la seva tasca principal és la defensa del territori nacional i fer front a una possible invasió del PLA.

## Història
L'Exèrcit Nacional Revolucionari (en xinès: 國民革命軍; en pinyin: Guómín Gémìng Jūn) va ser l'exèrcit nacional de la República de la Xina. Estava controlat en gran part pel Kuomintang (KMT), de tal manera que els límits entre el KMT i l'Exèrcit Nacional Revolucionari podien arribar a ser bastant difusos. L'Exèrcit Nacional Revolucionari estava relacionat amb l'Acadèmia Militar de Whampoa, també establerta pel KMT. Un gran nombre d'oficials de l'Exèrcit van passar per Whampoa i el primer comandant, Chiang Kai-shek, va arribar a ser comandant en cap de l'Exèrcit l'any 1925 abans de portar a terme amb èxit l'Expedició al Nord. A més de Chiang Kai-shek, altres importants comandaments de l'Exèrcit Nacional Revolucionari van ser Du Yuming i Cheng Cheng. En els anys de la Segona Guerra Sinojaponesa, les forces comunistes van lluitar com a part nominal de l'Exèrcit Nacional Revolucionari, formant l'Exèrcit de la Vuitena Ruta i el Nou Quart Exèrcit, però aquesta cooperació més tard va fracassar. Durant la Guerra Civil Xinesa, l'Exèrcit Nacional Revolucionari va patir problemes de deserció, i molts dels seus efectius van unir-se amb els comunistes. La constitució de la República de la Xina de 1947 va fer que l'Exèrcit Nacional Revolucionari canviara el seu nom pel d'Exèrcit de la República de la Xina.